# Филисовский сельсовет (Коробовский район)
Филисовский сельсовет — упразднённая административно-территориальная единица, существовавшая на территории Коробовского района Московской области до 1954 года. Административным центром была деревня Филисово.

## История
Филисовский сельсовет был образован после Октябрьской революции 1917 года в составе Архангельской волости Егорьевского уезда Рязанской губернии.
В 1919 году Филисовский сельсовет в составе Архангельской волости передан из Егорьевского уезда во вновь образованный Спас-Клепиковский район Рязанской губернии. В 1921 году Спас-Клепиковский район был преобразован в Спас-Клепиковский уезд, который в 1924 году был упразднён. После упразднения Спас-Клепиковского уезда Филисовский сельсовет в составе Архангельской волости передан в Рязанский уезд Рязанской губернии. В ходе реформы административно-территориального деления СССР в 1929 году Архангельская волость была упразднена, а Филисовский сельсовет вошёл в состав Дмитровского района Орехово-Зуевского округа Московской области. В 1930 году округа были упразднены, а Дмитровский район переименован в Коробовский.
В 1930 году сельсовет входили деревни Филисово, Евлево и Казыкино.
В 1936 году в состав сельсовета вошли деревня Семёновская из упразднённого Воропинского сельсовета и деревня Ефремово из упразднённого Филелеевского сельсовета.
К 1 января 1954 года в состав Филисовского сельсовета входило 5 деревень: Филисово, Евлево, Казыкино, Семёновская и Ефремово.
В 1954 году сельсовет был упразднён, территория была передана Пышлицкому сельсовету.